# Santuari de Nostra Senyora de Cura

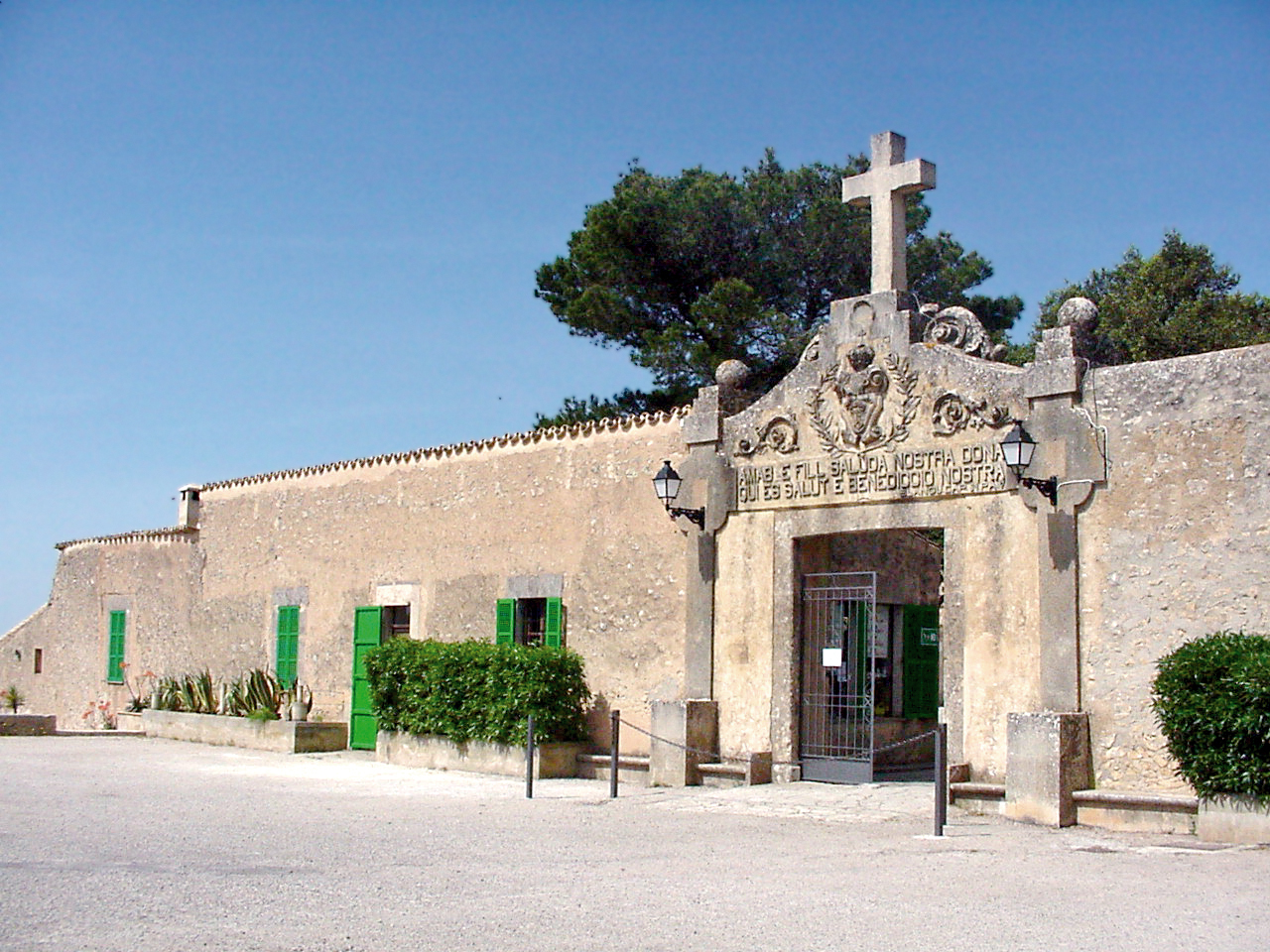
Das Eingangstor

Kloster Cura

Das Kloster Santuari de Nostra Senyora de Cura (kurz: Santuari de Cura) liegt auf der Spitze des Puig de Randa auf der Baleareninsel Mallorca in Höhe von 543 Metern zwischen den Gemeinden Algaida und Llucmajor. Der einzelnstehende Berg, zu dessen Füßen das zur Gemeinde Algaida gehörende kleine Dorf Randa liegt, erhebt sich steil über der mallorquinischen Tiefebene und ist aus allen Richtungen schon von weitem gut zu erkennen. Die Spitze des Berges wird nicht nur von dem Kloster Cura, sondern auch von einer ballonartigen Radaranlage gekrönt, die man von weitem deutlicher erkennt als das Kloster. Das Franziskanerkloster ist das oberste und größte der drei Klöster auf dem Puig de Randa und für die Mallorquiner nach dem Santuari de Lluc der zweitwichtigste Wallfahrtsort der Insel.

## Geschichte
Seinen Ursprung hat die „Cura“, wie das Kloster kurz genannt wird, in Einsiedeleien, die gleich nach der christlichen Rückeroberung Mallorcas durch König Jakob I. von Aragón im Jahre 1229 hier entstanden. Auf dem Berg finden sich aus dieser Zeit noch in den Fels gehauene Schlafstellen. Die ehemalige Schlafstelle Ramon Llulls, die noch heute mit Blumen und Gaben geschmückt wird, befindet sich in einer Felsspalte südlich unterhalb der Cura.
Das Santuari de Nostra Senyora de Cura ist eng mit dem Namen Ramon Llull (Raimundus Lullus, 1232–1316) verbunden. Der berühmte mallorquinische Logiker, Philosoph und Theologe, der am Hof des Königs aufwuchs und zunächst als Erzieher des Prinzen tätig war, zog sich 1263 als Eremit auf den Randaberg zurück und lebte und arbeitete hier fast zehn Jahre. Während dieser Zeit lernte er die arabische Sprache, rief eine Arabisch- und Lateinschule zur Ausbildung von Missionaren ins Leben und verfasste zahlreiche seiner berühmten Schriften. Die Cura war einer der Orte, an dem die katalanische Sprache von einem Dialekt zur Kultur- und Literatursprache erhoben wurde, weil Ramon Llull außer in Latein und Arabisch auch in der Volkssprache Katalan schrieb.
Wichtige Schriften Ramon Llulls befinden sich heute in der Bibliothek des Kardinals Nicolaus von Cues (1401–1464) im Cusanusstift in Bernkastel-Kues an der Mosel.
Seit Mitte des 19. Jahrhunderts verfielen die Bauten der Cura zusehends und erst im August 1913 wurde den Franziskanern Tertiaren offiziell die Benutzung dieses Wallfahrtsortes von der Diözese wieder zugesprochen.
Im Januar 1976, kurz nach dem Tod des spanischen Diktators Franco, fand im Kloster ein Treffen mehrerer demokratischer Gruppen des Landes Valencia, Katalonien und der Balearen statt. Das Treffen scheiterte an unterschiedlichen Ansichten zum Konzept der Països Catalans und beendete den Konsens der oppositionellen Kräfte. Ein weiteres Mal Schauplatz eines politischen Ereignisses wurde das Kloster, als am 13. März 1977 die Assemblea Popular hier das Estatut Cura vorstellte, dass sich mit Autonomiefragen für die Balearen befasste.

## Gegenwart
Heute gehört die Cura zu den Klöstern Mallorcas, in denen der Trakt mit den alten Mönchszellen renoviert wurde und jetzt von den Franziskaner-Brüdern als Hotelpension betrieben wird, das nicht nur Pilger aufnimmt. Die 32 Zimmer haben modernen Standard, besitzen alle ein eigenes Bad und auch der Fernseher fehlt nicht.
Eigentlich ist die Bezeichnung „Kloster“ nicht korrekt. Auf ganz Mallorca gibt es kein eigentliches „Kloster“. Es handelt sich ausnahmslos um „Heiligtümer“ („Santuari“) bzw. Eremitagen („Eremita“). So war auch die Santuari de Cura nie ein Kloster; es wird aber von vier Fratres des Franziskaner-Ordens verwaltet.
Auch die beiden anderen „Santuaris“ auf dem Berg Randa (Gracia und Honorat), an denen man auf dem Weg auf den Gipfel zur „Cura“ vorbeikommt, sind im eigentlichen Sinn „Heiligtümer“ und dienten Einsiedlern als Eremitagen. Während sich die Santuari de Nostra Senyora de Cura auf dem Gipfel des Randaberges befindet, findet man die Santuari de Nostra Senyora de Gràcia in der östlichen Steilwand, auf deren Spitze sich die Ermita de Sant Honorat befindet – direkt oberhalb der Santuari de Gràcia, die sich wie ein Schwalbennest in die Steilwand schmiegt.
Im ehemaligen Grammatiksaal Santuari de Cura ist heute ein kleines Ramon-Llull-Museum untergebracht. Hier findet man zahlreiche alte Schriften, Gebrauchsgegenstände und Bilder von Ramon Llull.

Souvenirshop neben der Klosterkirche
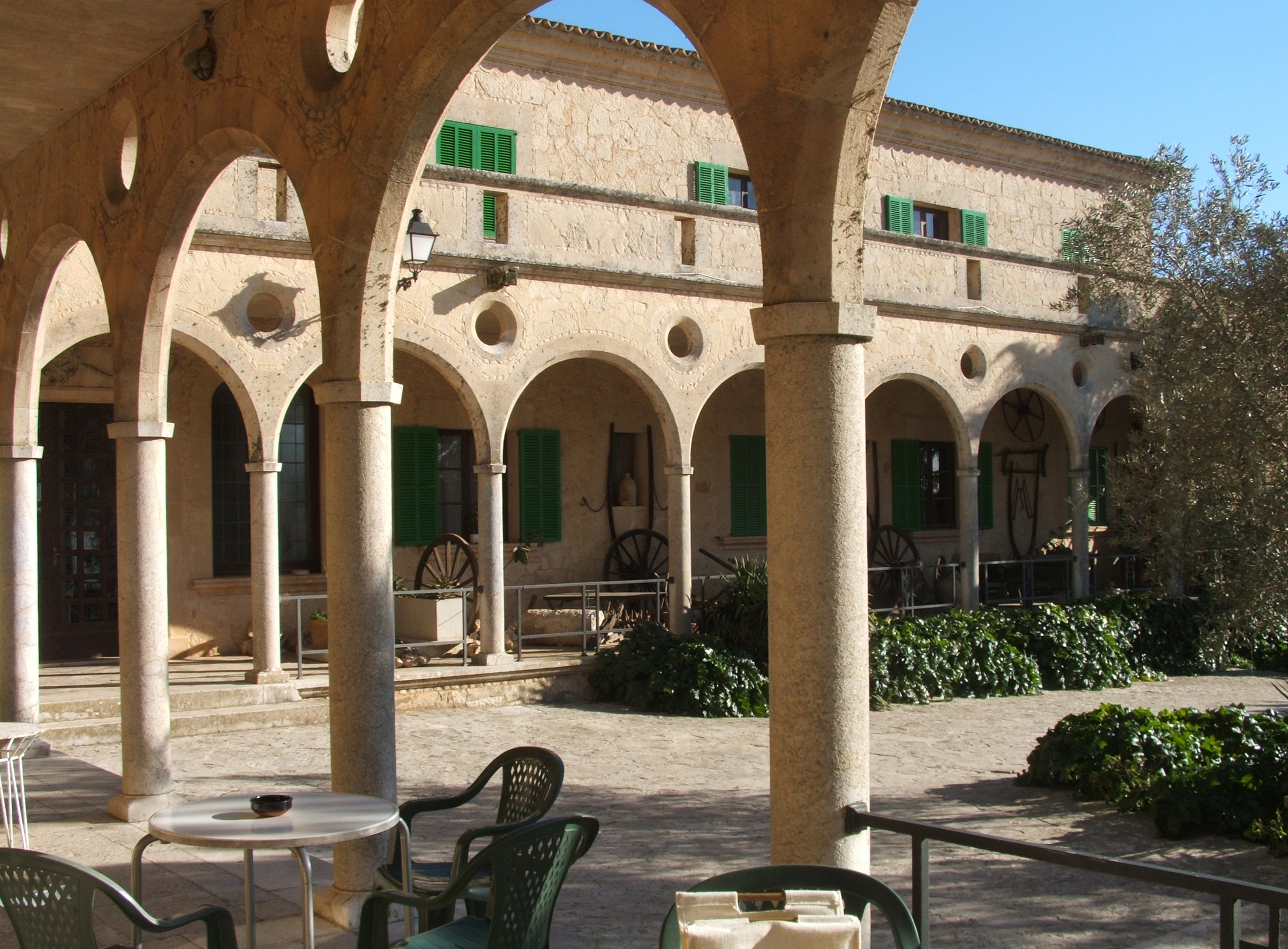
An diesem Bogengang befindet sich heute das Restaurant.
Ruhiges Plätzchen unterhalb des Klosters
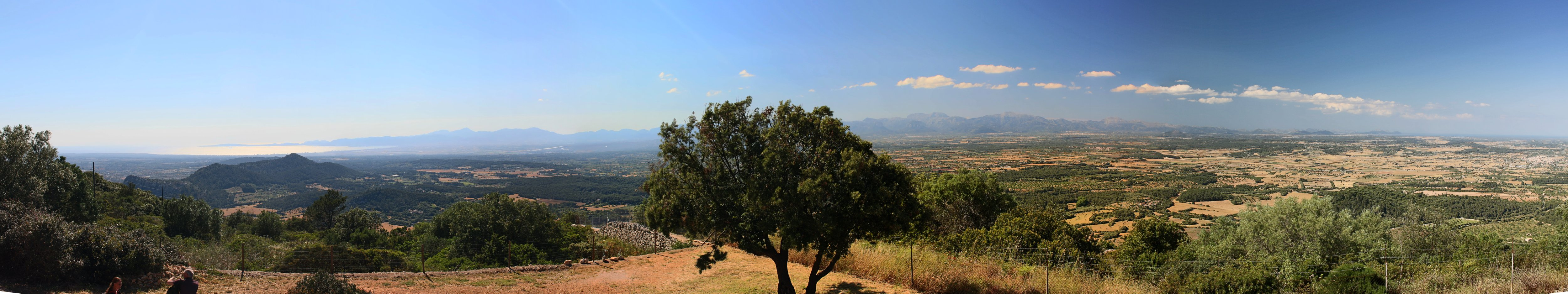
Panorama von der Bahia de Palma bis zur Nordspitze Mallorcas vom Randaberg aus fotografiert